# Capilla de Loreto
La Capilla de Loreto es una capilla en Santa Fe, Nuevo México (EE. UU.), conocida por su escalera caracol, una excepcional obra de carpintería.

## Historia
En 1850, Jean Baptiste Lamy fue nombrado obispo de Santa Fe con la misión de construir iglesias y centros educativos, Pidió a las Hermanas de Loreto que viniesen desde Kentucky a la ciudad de Santa Fe para establecer una escuela para niñas. 
En 1873, la escuela decidió agregar una capilla de estilo neogótico, al estilo de la Sainte-Chapelle de París. 
En lo que a la extraordinaria escalera de caracol se refiere, las Hermanas de Loreto relatan su historia de la siguiente manera:

Como necesitaban alguna forma de subir al coro, las monjas rezaron rogando la intercesión de San José durante nueve días seguidos. Al día siguiente de terminar esta novena, se presentó en su puerta un extraño de apariencia descuidada. Les dijo a las monjas que les construiría una escalera, pero que necesitaba total aislamiento; así que se encerró en la capilla durante tres meses. Usó unas pocas herramientas primitivas, entre ellas una escuadra, una sierra y agua caliente, y construyó una escalera de caracol hecha en su totalidad con maderas que no se encontraban en la región. No se conoce la identidad del carpintero, ya que desapareció en cuanto la escalera estuvo terminada. Muchos testigos, al ver la escalera, pensaron que la había construido el propio San José, en una acción milagrosa.

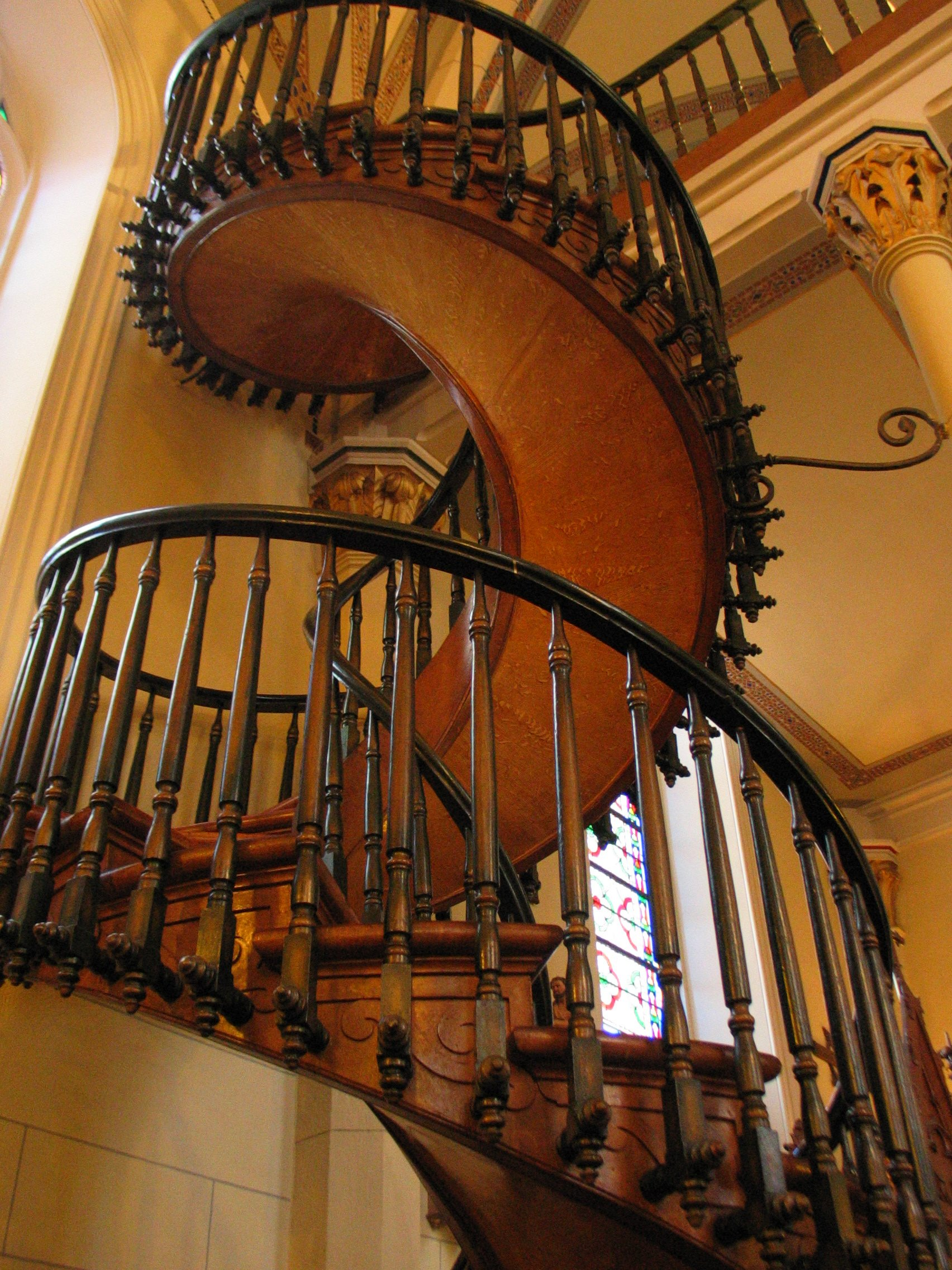
La escalera de caracol

La escalera es una impresionante obra de carpintería. Sube 6 metros y da dos vueltas completas hasta llegar al coro, sin que se hayan usado clavos ni un soporte central visible. Se supone que la espiral central de la escalera es lo bastante estrecha para servir como apoyo central. En cualquier caso, la escalera original no estaba sujeta de ninguna forma a ninguna pared o puntal, hasta que en 1887 (diez años tras su construcción) se añadió una barandilla, y la espiral exterior se sujetó a un pilar adyacente. En lugar de clavos metálicos, en la escalera se emplearon clavijas de madera.
 

La leyenda asegura que nunca se ha resuelto de forma satisfactoria la identidad del carpintero, ni de dónde sacó la madera, y que no existen informes de ninguna entrega de madera, ni de nadie que viera al hombre ir y venir mientras se realizaba la construcción. Como se marchó antes de que la Madre Superiora pudiera pagarle, las Hermanas de Loreto ofrecieron una recompensa a quien pudiera dar a conocer su identidad, pero nadie la reclamó nunca.

Fue terminada en 1878.
La capilla fue utilizada a diario por las alumnas de la Academia Loreto.
La Academia cerró en 1968 y la propiedad fue puesta a la venta. En el momento de la venta, en 1971, la capilla de Nuestra Señora de la luz fue desconsagrada como capilla católica.
La capilla Loreto es ahora un museo privado y se alquila para celebrar bodas.